# 水野明人
水野 明人（みずの あきと、1949年8月25日- ）は、日本の実業家。ミズノ代表取締役社長。兵庫県芦屋市出身。
祖父はミズノ創業者の水野利八。父はミズノ元会長・社長の水野健次郎。兄はミズノ会長の水野正人。

## 来歴
関西学院中学部・高等部を経て、関西学院大学在学中に米国イリノイ州ウエスレイアン大学に留学し、1974年に同大学経営学部卒業、1975年ミズノ入社、1976年に関西学院大学商学部卒業。1984年6月に取締役に就任し、1986年5月に常務、1990年6月専務、1994年6月に副社長、1996年6月に専務、1998年6月に副社長を経て、2006年6月から現職。2020年旭日中綬章受章。

## テレビ番組
- 日経スペシャル カンブリア宮殿 スポーツの「ミズノ」が快進撃 知られざるビジネスの全貌（2023年9月28日、テレビ東京）- ミズノ社長として出演[5]。